# Polônia nos Jogos Olímpicos de Verão de 1964
A  Polônia competiu nos Jogos Olímpicos de Verão de 1964, em Tóquio, no Japão.